# Ramkola
Ramkola è una suddivisione dell'India, classificata come nagar panchayat, di 13.333 abitanti, situata nel distretto di Kushinagar, nello stato federato dell'Uttar Pradesh. In base al numero di abitanti la città rientra nella classe IV (da 10.000 a 19.999 persone).

## Geografia fisica
La città è situata a 26° 54' 15 N e 83° 50' 28 E e ha un'altitudine di 74 m s.l.m..

## Società

### Evoluzione demografica
Al censimento del 2001 la popolazione di Ramkola assommava a 13.333 persone, delle quali 7.068 maschi e 6.265 femmine. I bambini di età inferiore o uguale ai sei anni assommavano a 2.030, dei quali 1.057 maschi e 973 femmine. Infine, coloro che erano in grado di saper almeno leggere e scrivere erano 7.666, dei quali 4.848 maschi e 2.818 femmine.